# 狭叶求米草
狭叶求米草（学名：Oplismenus undulatifolius var. imbecillis）为禾本科求米草属下的一个变种。

## 扩展阅读
- 維基物種上的相關：狭叶求米草